# Baie False
Pour les articles homonymes, voir False.
La baie False, en afrikaans Valsbaai, en anglais False Bay, est une baie sud-africaine, encadrée par la péninsule du Cap à l'ouest et par le cap Hangklip à l'est. Elle est donc située à l'extrémité sud de la Cape Flats (la « Plaine du Cap ») à environ 20 km du centre-ville du Cap, au sud-est de celui-ci, dont elle dépend administrativement en grande partie. Elle est donc bordée par les quartiers et Townships méridionaux de l'agglomération.

## Histoire
Lorsqu'elle fut découverte par le Portugais Bartolomeu Dias en 1488, celui-ci la baptisa « o golfo entre as montanhas » (le « golfe entre les montagnes »). Puis au moment de la colonisation, les marins la confondirent avec la baie de la Table située plus au nord, au bord de laquelle fut fondée la ville du Cap, plus tard, au cours du 17e siècle. En effet, pour les marins de retour de l'Est, notamment les Indes orientales néerlandaises, la forme du cap Hangklip est à peu près semblable à celle du Cape Point, promontoire situé à proximité du cap de Bonne-Espérance. De cette confusion sont nés les noms de « Valsbaai » puis de « False Bay », c'est-à-dire la « fausse baie ».

## Faune
La baie abrite un îlot rocheux baptisé l'Île aux Phoques (« Seal Island ») (en), qui héberge une colonie d'otaries à fourrures du Cap, ainsi que des cormorans.